# 博恰尼夫卡
49°37′0″N 34°40′44″E / 49.61667°N 34.67889°E
博恰尼夫卡（烏克蘭語：Бочанівка），是烏克蘭的村落，位於該國中部波爾塔瓦州，由波爾塔瓦區負責管轄，在安德魯什基附近，海拔高度99米，2001年該村落人口813。